# Drašnice
Drašnice – wieś w Chorwacji, w żupanii splicko-dalmatyńskiej, w gminie Podgora. W 2011 roku liczyła 339 mieszkańców.

## Charakterystyka
Wieś jest położona w Dalmacji, na Riwierze Makarskiej, 5 km na południowy wschód od Podgory. Przebiega przez nią Magistrala Adriatycka.
Miejscowa gospodarka oparta jest na rolnictwie.